# Missouri Valley
Missouri Valley est une ville du comté de Harrison, dans l'Iowa, aux États-Unis.
La population était de 2 838 habitants au recensement de 2010.